# علم المالديف
علم المالديف (بالديفهي: ދިވެހިރާއްޖެގެ ދިދަ)‏ هو العلم الرسمي لجمهورية المالديف واعتمد رسمياً في 25 يوليو 1965 م.

## تاريخ العلم
كان أقدم علم لجزر المالديف يتألف من حقل أحمر. في وقت لاحق أضيفت رافعة مخططة بالأبيض والأسود إلى العلم.
استخدم هذا الإصدار من العلم حتى أوائل القرن العشرين عندما أضاف عبد المجيد ديدي هلالًا إلى العلم الوطني. ثم وضع مستطيل أخضر في العلم. أجريت هذه التغييرات في وقت ما بين عامي 1926 و1932 عندما كان عبد المجيد رئيس للوزراء.
أصبحت جزر المالديف جمهورية في عام 1953، مما أدى إلى تغيير العلم حيث عكس الهلال. أعيدت السلطنة في عام 1954، لكن العلم لم يتغير مرة أخرى. بدلاً من ذلك ابتكر محمد فريد ديدي علمًا جديدًا مخصصًا للسلطان، بنجمة خماسية بجانب الهلال. لا تزال نسخة من هذا العلم تستخدم اليوم كمعيار رئاسي.
عندما حصلت جزر المالديف على استقلالها عن المملكة المتحدة في عام 1965 أزيلت الرافعة.

## الرمزية
يتكون العلم المالديفي من ثلاثة مكونات كالأتي:
- إطار أحمر: ويرمز للعمل والتفاني والجد ودماء الشهداء.
- مستطيل أخضر: ويرمز للنخيل والإسلام والتفاؤل والسلام.
- الهلال:ويرمز للدين الرسمي للدولة وهو الإسلام.

## الأعلام التاريخية

1117–1796
1796—1903
1903—1926
العلم الوطني، 1926—1953
علم الدولة، 1926—1953
1953—1965
علم السلطان من 1954 إلى 1965
علم السلطان من عام 1965 إلى عام 1968 والعلم الرئاسي منذ عام 1968.
علم جمهورية سوفاديف الانفصالية (1959 إلى 1963).